# Adattamento
In biologia l'adattamento è la facoltà degli organismi viventi di mutare i propri processi metabolici, fisiologici e comportamentali, consentendo loro di adattarsi alle condizioni dell'ambiente nel quale vivono.
In particolare, l'adattamento è riferito alle modificazioni di una struttura anatomica, un processo fisiologico o un tratto comportamentale di un organismo che si è evoluto in un certo periodo di tempo come effetto della selezione naturale, in maniera tale da aumentare il successo riproduttivo di tale organismo (nelle determinate condizioni ambientali in cui l'organismo si trova). 
L'adattamento può aumentare l'efficienza nel procurarsi o utilizzare le risorse fondamentali quali aria, luce, acqua e nutrimento, permettere di sopportare determinate condizioni fisiche difficili, quali basse o elevate temperature, e l'assenza di luce o aumentare la capacità di difendersi da un predatore.

## Definizioni amministrative e normative
Secondo il Glossario Dinamico ISPRA-CATAP, per adattamento si intende l'adeguamento di un organismo, una specie o di un sistema ambientale al modificarsi delle condizioni esterne.